# NGC 5700
NGC 5700 је спирална галаксија у сазвежђу Волар која се налази на NGC листи објеката дубоког неба.
Деклинација објекта је + 48° 32' 43" а ректасцензија 14h 37m 1,6s. Привидна величина (магнитуда) објекта NGC 5700 износи 14,4 а фотографска магнитуда 15,2. NGC 5700 је још познат и под ознакама UGC 9423, MCG 8-27-7, CGCG 248-13, KUG 1435+487, PGC 52237.